# Betaglukan

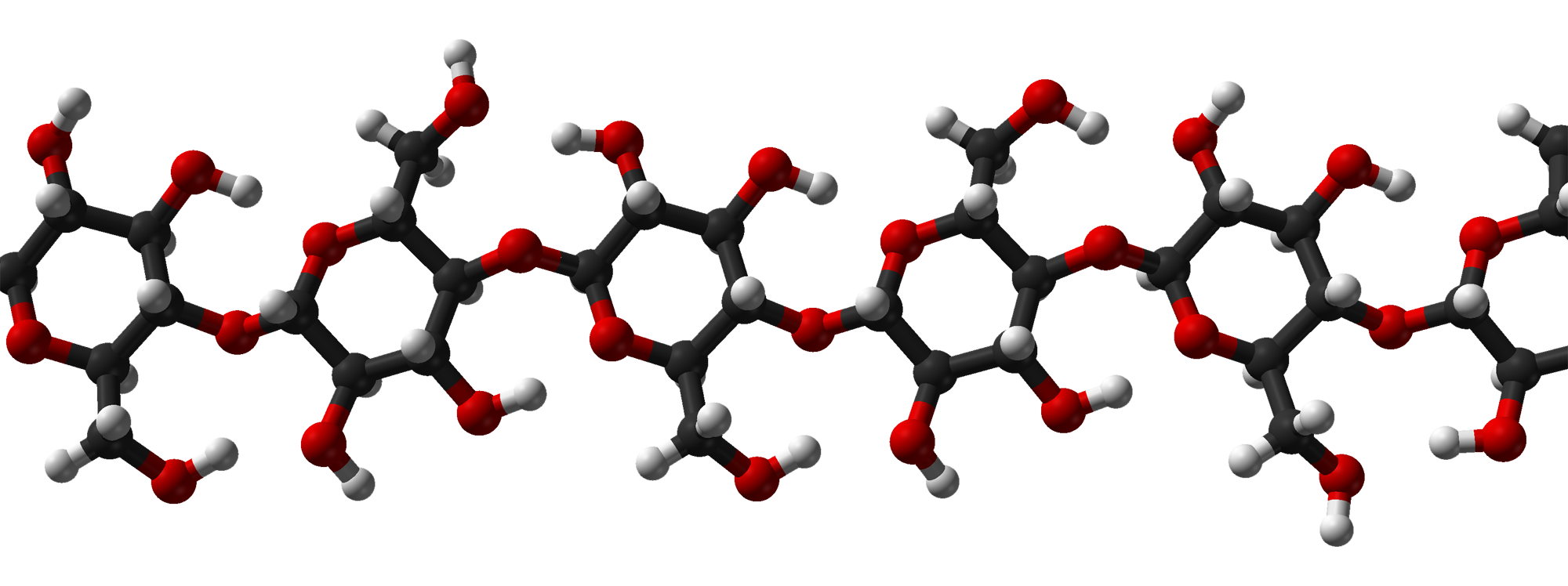
Tredimensionell struktur av cellulosa, en β-1,4-glukan.

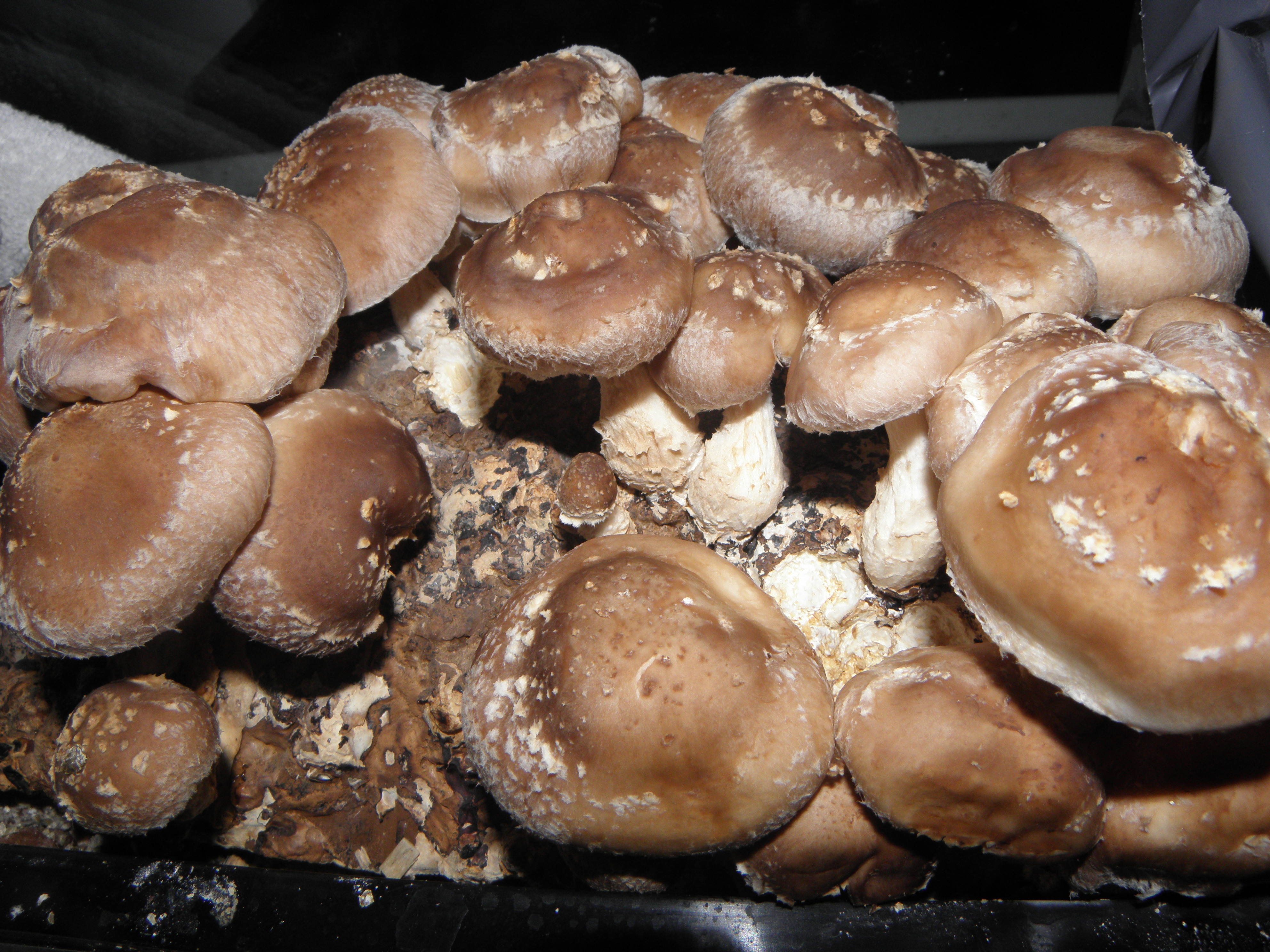
Svampen Shiitake innehåller betaglukan.

Betaglukan, eller β-glukan, är en sorts fiber som är löslig i vatten och finns i bland annat havre och korn, med väsentligt olika fysikalisk-kemiska egenskaper beroende på dess ursprung. I säd återfinns betaglukaner närmast skalet på sädeskornet men också i viss del i hela stärkelserika endospermet. Betaglukaner återfinns även i svamp.
Betaglukanhalt i havresorter (% av torrsubstansen) Vital 3,7, Freja 4,2, Sang 4,3.
Betaglukanhalten i korn kan variera mellan 0,4  och 8,6% beroende på sort och klimat.
Betaglukanhalt i kornsorter odlade i Sverige(% av torrsubstansen): Birgitta 3,24, Cilla 1,82, Ingrid 2,15, Särla 2,31, Tellus 2,90, Wing 2,01.
Enligt livsmedelsverket innehåller havrekli 10% betaglukaner.

## Kroppslig påverkan
Betaglukaner med ursprung från havre är speciellt viktiga för kroppen då de hjälper till att sänka kolesterolhalten. Detta sker genom att betaglukaner, på grund av sin förmåga att bilda gel i vattenlösning, för med sig gallsyra från tunntarmen vidare till tjocktarmen och ut ur kroppen utan att tillåta dem att bli återupptagna i tunntarmen. Ny gallsyra produceras i levern, av kolesterol hämtat från blodbanan. På detta sätt sänks framförallt det "onda" LDL-kolesterolet av betaglukaner från havre.
Betaglukaner hjälper även till att stabilisera blodsockernivån. Detta sker också på grund av betaglukanernas förmåga att bilda geler i vattenlösning, vilket gör näringsupptaget från tunntarmen långsammare och förhindrar snabb stegring av blodsockret.